# مركز البحرين التجاري العالمي
مركز البحرين التجاري العالمي ويسمى أيضا مركز التجارة العالمي البحرين هو برجان توأمان يبلغ ارتفاعهما 240 مترا ويتكونان من 50 طابق ويقع في المنامة عاصمة البحرين. بني البرجان التوأمان في عام 2008 من قبل شركة الهندسة المعمارية متعددة الجنسيات اتكينز. هو أول ناطحة سحاب في العالم يتم تركيب توربينات هوائية في تصميمها. تم بناء وتركيب توربينات الرياح من قبل الشركة الدنماركية نوروين. بلغت تكلفته 150 مليون دولار أمريكي (56.7 مليون دينار بحريني).
شيد البرجان التوأمان على مقربة من شارع الملك فيصل السريع بالقرب من معالم شعبية مثل أبراج مرفأ البحرين المالي وبنك البحرين الوطني وأبراج اللؤلؤ. كما أنهما يحتلان المرتبة الثانية من ناحية أطول الأبراج في البحرين بعد برجي مرفأ البحرين المالي. وقد تلقى المشروع العديد من جوائز الأبنية المستدامة بما في ذلك:
- جائزة لياف 2006 أفضل استخدام للتكنولوجيا ضمن خطة كبيرة.
- العالم العربي للمقاولات جائزة التصميم المستدام.

## التفاصيل الهيكلية
يتم ربط البرجين عبر ثلاثة جسور هوائية كل واحد من هذه الجسور يجمع 225 كيلوواط من طاقة الرياح ويبلغ مجموعها 675 كيلوواط من طاقة الرياح. كل من هذه التوربينات يبلغ قياس القطر 29 متر ومثبتة نحو الشمال وهو الاتجاه الذي يأتي منه الهواء من الخليج العربي. صمم البرجان على شكل شراعان جانبيان لتحويل الرياح من خلال الفجوة لتوفير تسارع مرور الرياح من خلال التوربينات. هذا ما أكده اختبارات نفق الرياح والذي أظهر أن المباني تخلق تدفق على شكل الحرف الإنجليزي S وضمان أن أي رياح قادمة ضمن زاوية 45 درجة إلى جانبي المحور المركزي سيخلق تيار عمودي للرياح على التوربينات. هذا يزيد بشكل كبير قدرتها على توليد الكهرباء.
يتوقع من توربينات الرياح توفير 11٪ إلى 15٪ من إجمالي استهلاك الطاقة في البرجان أو ما يقرب من 1.1 إلى 1.3 جيجا واط ساعة سنويا. وهذا يعادل توفير الإضاءة لنحو 300 منزل. بدأ عمل التوربينات الثلاثة للمرة الأولى في 8 أبريل 2008. ومن المتوقع أن تعمل بنسبة 50٪ من الوقت في المتوسط يوميا.

## الخيال الشعبي
ظهر مركز البحرين التجاري العالمي بشكل بارز في فيلم الخيال العلمي لقناة سيفي في سنة 2009 حول إبادة الأرض. في الفيلم يحدث تصادم ذري في عام 2020 ينشأ على إثرها آثار كارثية على كوكب الأرض. تستخدم صور منشأة بالحاسوب في الفيلم لإظهار مركز البحرين التجاري العالمي ينهار نتيجة للزلزال.